# Cerebratulus angulatus
Cerebratulus angulatus är en djurart som tillhör fylumet slemmaskar, och. Cerebratulus angulatus ingår i släktet fläsknemertiner, och familjen Cerebratulidae. Inga underarter finns listade i Catalogue of Life.